# Ideologia symetryczności
Ideologia symetryczności – pogląd językowy zakładający, że jednostki językowe powinny się trzymać skostniałych, symetrycznych wzorców. Zwolennicy tej idei żywią przekonanie, że regularność usprawnia funkcjonowanie systemu językowego i czyni komunikację bardziej precyzyjną. Może opierać się na wyszukiwaniu analogii między wyrażeniami lub słowami.
Językoznawcy zauważają, że obecność w języku elementów niesymetrycznych nie tworzy rzeczywistych barier porozumiewawczych, ani też nie pogarsza potencjału komunikacyjnego języka. Ponadto zjawisko heterogeniczności gramatycznej jest spotykane we wszystkich językach naturalnych. Zostało opisane już w 1921 roku, przez amerykańskiego językoznawcę Edwarda Sapira.
Odwołania do symetryczności (a także logiki) są typowym elementem praktyk preskryptywistycznych, gdzie bywają wykorzystywane jako część argumentacji i przy wartościowaniu nieliterackich odmian języka.